# Región del Mar Rojo Meridional
La región del Mar Rojo Meridional (en tigriña: ዞባ  ደቡባዊ ቀይሕ ባሕሪ, romanizado: Zoba Debubawi Keyih Bahri, en italiano: Regione del Mar Rosso Meridionale, en árabe: منطقة جنوب البحر الأحمر‎, romanizado: mintaqat albahr al'ahmar aljanub) es una región (zoba) de Eritrea.
Su capital es Assab y tiene un área de unos 27.600 km². Su población es de aproximadamente 293.000 habitantes.